# Montesson
Montesson é uma comuna francesa na região administrativa da Île-de-France, no departamento de Yvelines. A comuna possui 12 365 habitantes segundo o censo de 1990.
Foi em Montesson que o inventor e pioneiro da aviação romeno Traian Vuia conseguiu pôr no ar um avião pela primeira vez no mundo, a 18 de Março de 1906.